# رادیو البرز
| راه‌اندازی‌شده      | ۱۳۷۶ طراح اولیه آرم رادیو البرز اسماعیل بابکان میباشند. |
| متعلق به          | صدا و سیمای جمهوری اسلامی ایران(IRIB)                   |
|                   |                                                         |
| کشور              | ایران                                                   |
| زبان              | فارسی،                                                  |
| گسترهٔ پخش         | استان البرز                                             |
| دفترهای مرکزی     | کرج                                                     |
| کانال (های) خواهر | شبکه تلویزیونی البرز                                    |
| وبگاه             | http://alborz.irib.ir                                   |
| در دسترس‌بودن      |                                                         |
| زمینی             |                                                         |
| رادیو             | 94.9 FM) MHZ)                                           |
|                   |                                                         |
| ماهواره‌ای         |                                                         |
| عرب ست(جدید)      | 27500 h12262                                            |
| بدر۵              | ۱۲۳۰۳ افقی ۳۲۰۰۰                                        |
| رسانه جریان       |                                                         |
| IRIB()            | http://alborz.irib.ir                                   |

رادیو البرز در سال ۱۳۷۶ تحت عنوان رادیو البرز (مهارت) آغاز به کار کرد و در سال ۱۳۹۲ رادیو البرز به صدا و سیمای مرکز البرز ملحق شد. رادیو البرز بیست و چهار ساعته برنامه‌های خود را تولید و پخش می‌نماید.
در حال حاضر مدیر صداوسیمای البرز علی صادق مقدسی می باشد.
- فهرست شبکه‌های تلویزیونی صدا و سیمای جمهوری اسلامی ایران
- سازمان صدا و سیمای جمهوری اسلامی ایران
- تلویزیون
- فهرست شبکه‌های تلویزیونی فارسی‌زبان